# Рождество в Швеции
Рождество́ в Швеции (швед. Jul i Sverige) — государственный праздник в Швеции, посвящённый Рождеству Христову и отмечаемый по григорианскому календарю 25 декабря. Подготовка к празднику начинается за месяц.
Больше всего угощений к рождественскому столу и подарков шведское население покупает в последние выходныe дни перед праздниками: в 2003 году шведы потратили на предрождественские покупки 48,6 миллиардов крон, в 2012 — 64,7 млрд, а по прогнозу Института конъюнктуры, в 2013 году потратят 65,6 миллиардов крон. Ежегодно в Швеции покупается около 48 миллионов рождественских подарков, каждый из которых стоит в среднем 300 крон. 

## Подготовка
За четыре воскресенья до Рождества шведы зажигают первую свечу на особых подсвечниках, рассчитанных на четыре свечки. Догореть до конца ей не дают — должна растаять только её четверть. Ровно через неделю зажигаются две свечи — ту самую, что сгорела на четверть, и новую. Так продолжается вплоть до Рождества — тогда на праздничном столе должна быть зажжена последняя свеча. Кроме того, на столе появляются вяленая треска, пряничный домик или пряничное печенье и свиной окорок. Нельзя обойтись и без так называемого глёга со специями и миндальными орешками.
Рождество в Швеции — праздник исключительно семейный. За столом собираются несколько поколений, и попасть на это торжество человеку постороннему практически невозможно. Вечером один из членов семьи незаметно выходит из дома — чаще всего, чтобы «купить газету или сигареты», — и в эту самую минуту раздается стук в дверь и появляется Юльтомтен (швед. Jultomten), или рождественский гном с мешком подарков. В языческие времена шведы искренне верили, что их дома, сады, леса и поля были заселены маленькими гномиками, которых время от времени надо задабривать, чтобы они и впредь помогали людям трудиться. Юльтомтену полагался целый горшочек рисовой каши, в которую часто клали миндаль. Каша выставлялась на порог, и на следующее утро шведы с опаской выглядывали за дверь: понравилось ли гному их лакомство? Пустой горшочек означал, что шведы угодили своему «соседу» и он будет благосклонен к ним весь следующий год. Нынешние жители Швеции слегка посмеиваются над своими предками, радуясь за выпадавшее раз в год местным диким и домашним животным счастье в виде вкусной и питательной каши, но и сегодня даже не отличающиеся суеверием шведы по-прежнему кладут пару ложечек украшенной миндалем рисовой каши на отдельную тарелочку — на всякий случай.
В 1891 году в Стокгольме увидел свет первый выпуск журнала «Jultomten», издававшийся Шведской учительской газетой до 1935 года.

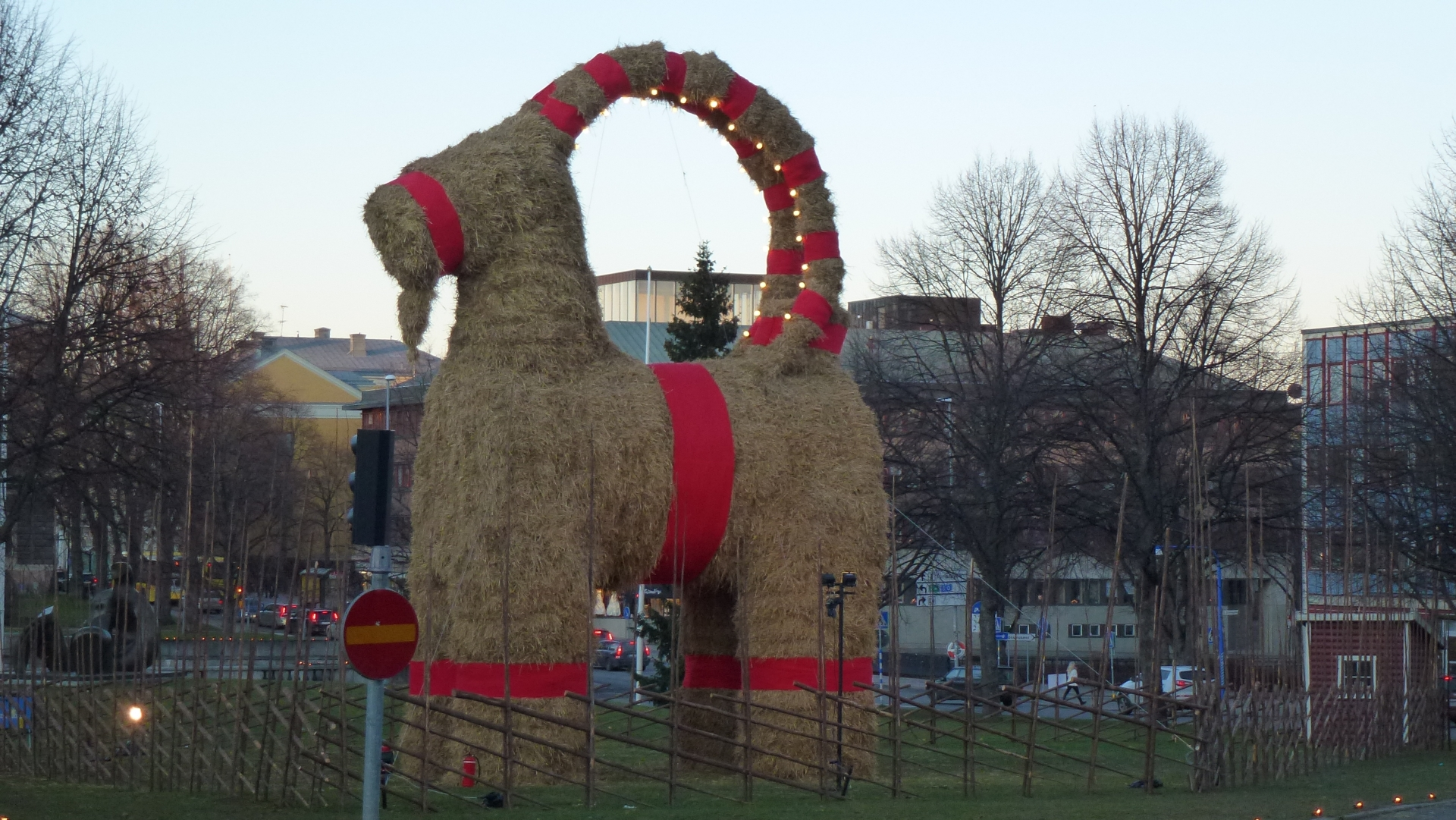
Рождественский козёл в Евле в 2011 году

Рождественский козёл является в Швеции одним из главных рождественских символов, сооружают его в городе Евле уже в течение 47 лет.
Каждый год сооружение становится жертвой пироманов, а местные букмекеры ежегодно принимают ставки на то, удастся ли скульптуре дожить до Рождества. За все годы козёл дожидался Рождества лишь 12 раз. В остальных случаях его поджигали неизвестные. В 1976 году злоумышленникам удалось протаранить его на грузовике. Власти города пытаются совершенствовать меры по защите гигантского козла, но все тщетно: не помогает ни видеонаблюдение, ни специальная огнезащитная пропитка.